# Copper – Justice is brutal
Copper – Justice is brutal (Originaltitel Copper) ist eine US-amerikanische Fernsehserie von Tom Fontana und Will Rokos. Es ist die erste eigenproduzierte Serie von BBC America. Sie spielt im New York City der 1860er Jahre während des Sezessionskriegs. Die Hauptrollen spielen unter anderem Tom Weston-Jones als irischer Cop sowie Kyle Schmid, Anastasia Griffith und Franka Potente. Die Erstausstrahlung erfolgte am 19. August 2012 bei BBC America. Die Serie wurde nach der zweiten Staffel auf Grund schlechter Quoten eingestellt.

## Handlung
Kevin Corcoran, ein irischstämmiger Polizist, versucht in den Jahren 1864/65 im Slumviertel Five Points im Süden von New Yorks Stadtbezirk Manhattan für Recht und Ordnung zu sorgen. Dabei ist er auf der Suche nach Informationen, die ihm helfen, das Verschwinden seiner Frau und den Tod seiner Tochter aufzudecken. Während des Sezessionskriegs gerät er dabei in einen Strudel der sozialen und gesellschaftlichen Schichten von New Yorks Aristokraten und afroamerikanischen Bürgern.

## Produktion und Ausstrahlung
| Figur                  | Darsteller          | Deutscher Sprecher   |
| ---------------------- | ------------------- | -------------------- |
| Kevin „Corky“ Corcoran | Tom Weston-Jones    | Torben Liebrecht     |
| Robert Morehouse       | Kyle Schmid         | Alexander Doering    |
| Matthew Freeman        | Ato Essandoh        | Matti Klemm          |
| Elizabeth Haverford    | Anastasia Griffith  | Antje von der Ahe    |
| Eva Heissen            | Franka Potente      | Tanja Geke           |
| Francis Maguire        | Kevin Ryan          | Matthias Deutelmoser |
| Andrew O’Brien         | Dylan Taylor        | Leonhard Mahlich     |
| Annie Reilly           | Kiara Glasco        | Maximiliane Häcke    |
| Sara Freeman           | Tessa Thompson      | Ute Noack            |
| Ellen Corcoran         | Alex Paxton-Beesley | Sonja Spuhl          |
| Ciaran Joseph Sullivan | Ron White           | Lutz Schnell         |
| Brendan Donovan        | Donal Logue         | Michael Iwannek      |
| Hattie Lemaster        | Alfre Woodard       | Heike Schroetter     |

Nachdem BBC America zuvor nur an Koproduktionen beteiligt war und größtenteils Sendungen aus Großbritannien ausgestrahlt hatte, ist Copper die erste eigenproduzierte Serie. Die erste Staffel umfasst zehn Episoden und hatte ihre Premiere am 19. August 2012. Eine 13 Episoden umfassende zweite Staffel wurde im Oktober 2012 in Auftrag gegeben. Mit der zweiten Staffel endete die Serie, da der Sender BBC America auf die Produktion einer dritten Staffel verzichtete. Die Synchronisation der Serie wurde bei der Berliner Synchron nach einem Dialogbuch von Susanne Boetius unter der Dialogregie von Joachim Kunzendorf (Staffel 1) und Boetius (Staffel 2) erstellt.

## Episodenliste

### Staffel 1
Die Erstausstrahlung der ersten Staffel war vom 19. August bis zum 21. Oktober 2012 auf dem US-amerikanischen Kabelsender BBC America zu sehen. Der Pay-TV-Sender Sky Atlantic HD sendete die deutschsprachige Version vom 3. März bis zum 5. Mai 2013.
| Nr. (ges.) | Nr. (St.) | Deutscher Titel           | Originaltitel                | Erstausstrahlung USA | Deutschsprachige Erstausstrahlung (D) | Regie            | Drehbuch                | Zuschauer (USA) |
| ---------- | --------- | ------------------------- | ---------------------------- | -------------------- | ------------------------------------- | ---------------- | ----------------------- | --------------- |
| 1          | 1         | Die Zwillingsschwestern   | Surviving Death              | 19. Aug. 2012        | 3. März 2013                          | Jeff Woolnough   | Will Rokos, Tom Fontana | 1,11 Mio.       |
| 2          | 2         | Von Ehemännern und Vätern | Husbands and Fathers         | 26. Aug. 2012        | 10. März 2013                         | Jeff Woolnough   | Will Rokos, Tom Fontana | 0,87 Mio.       |
| 3          | 3         | Ein zorniger Gott         | In the Hands of an Angry God | 2. Sep. 2012         | 17. März 2013                         | Clark Johnson    | Will Rokos, Tom Fontana | 0,90 Mio.       |
| 4          | 4         | Das Medaillon             | The Empty Locket             | 9. Sep. 2012         | 24. März 2013                         | Clark Johnson    | Will Rokos, Tom Fontana | 0,84 Mio.       |
| 5          | 5         | Die Spendengala           | La Tempête                   | 16. Sep. 2012        | 31. März 2013                         | Jeff Woolnough   | Will Rokos, Tom Fontana | 0,70 Mio.       |
| 6          | 6         | Arsen und Früchtekuchen   | Arsenic and Old Cake         | 23. Sep. 2012        | 7. Apr. 2013                          | Jeff Woolnough   | Will Rokos, Tom Fontana | 0,62 Mio.       |
| 7          | 7         | Griechisches Feuer        | The Hudson River School      | 30. Sep. 2012        | 14. Apr. 2013                         | Larysa Kondracki | Will Rokos, Tom Fontana | 0,40 Mio.       |
| 8          | 8         | Das Ende der Suche        | Better Times Are Coming      | 7. Okt. 2012         | 21. Apr. 2013                         | Larysa Kondracki | Will Rokos, Tom Fontana | 0,44 Mio.       |
| 9          | 9         | Thanksgiving              | A Day to Give Thanks         | 14. Okt. 2012        | 28. Apr. 2013                         | Ken Girotti      | Will Rokos, Tom Fontana | 0,51 Mio.       |
| 10         | 10        | Ein teuflischer Anschlag  | A Vast and Fiendish Plot     | 21. Okt. 2012        | 5. Mai 2013                           | Ken Girotti      | Will Rokos, Tom Fontana | 0,50 Mio.       |

### Staffel 2
Die Erstausstrahlung der zweiten Staffel war vom 23. Juni bis zum 23. September 2013 ebenfalls bei BBC America zu sehen. Sky Atlantic HD sendete dann die deutschsprachige Version auch dieser Staffel vom 18. März bis zum 17. Juni 2014.
| Nr. (ges.) | Nr. (St.) | Deutscher Titel                                | Originaltitel                   | Erstausstrahlung USA | Deutschsprachige Erstausstrahlung (D) | Regie            | Drehbuch                                                              | Zuschauer (USA) |
| ---------- | --------- | ---------------------------------------------- | ------------------------------- | -------------------- | ------------------------------------- | ---------------- | --------------------------------------------------------------------- | --------------- |
| 11         | 1         | Wieder daheim                                  | Home, Sweet Home                | 23. Juni 2013        | 18. März 2014                         | Larysa Kondracki | Handlung: Will Rokos & Tom Fontana Schauspiel: Thomas Kelly           | —               |
| 12         | 2         | Aileen Aroon                                   | Aileen Aroon                    | 30. Juni 2013        | 25. März 2014                         | Larysa Kondracki | Kyle Bradstreet                                                       | —               |
| 13         | 3         | Kinder der Schlacht                            | The Children of the Battlefield | 7. Juli 2013         | 1. Apr. 2014                          | Ken Girotti      | Kevin Deiboldt                                                        | —               |
| 14         | 4         | Vergessen werde ich nicht                      | I Defy Thee to Forget           | 14. Juli 2013        | 8. Apr. 2014                          | Ken Girotti      | Handlung: Tom Fontana & Thomas Kelly Schauspiel: Sara B. Cooper       | —               |
| 15         | 5         | Ein Morgenlied                                 | A Morning Song                  | 21. Juli 2013        | 15. Apr. 2014                         | Larysa Kondracki | Handlung: Kyle Bradstreet & Will Rokos Schauspiel: Frank Pugliese     | —               |
| 16         | 6         | Von einem, der nicht klug, doch zu sehr liebte | To One Shortly to Die           | 28. Juli 2013        | 22. Apr. 2014                         | Clark Johnson    | Handlung: Tom Fontana & Kevin Deiboldt Schauspiel: Kate Erickson      | —               |
| 17         | 7         | Die Hoffnung war zu schön                      | The Hope Too Bright to Last     | 4. Aug. 2013         | 29. Apr. 2014                         | Nathan Morlando  | Handlung: Thomas Kelly Schauspiel: T. Cooper & Allison Glock-Cooper   | —               |
| 18         | 8         | Asche kündet von erloschenem Feuer             | Ashes Denote That Fire Was      | 18. Aug. 2013        | 13. Mai 2014                          | Deborah Chow     | Handlung: Tom Fontana & Kyle Bradstreet Schauspiel: Andrea Ciannavei  | —               |
| 19         | 9         | Sei der Sünder gnädig                          | Think Gently of the Erring      | 25. Aug. 2013        | 20. Mai 2014                          | Clement Virgo    | Handlung: Kevin Deiboldt & Will Rokos Schauspiel: Theresa Rebeck      | —               |
| 20         | 10        | Ein feiner irischer Herr                       | The Fine Ould Irish Gintleman   | 2. Sep. 2013         | 27. Mai 2014                          | Larysa Kondracki | Handlung: Will Rokos & Tom Fontana Schauspiel: Kyle Bradstreet        | —               |
| 21         | 11        | Ein gutes Herz und eine helfende Hand          | Good Heart and Willing Hand     | 9. Sep. 2013         | 3. Juni 2014                          | T.J. Scott       | Handlung: Kevin Deiboldt & Kyle Bradstreet Schauspiel: Kevin Deiboldt | —               |
| 22         | 12        | Ein schöner Träumer                            | Beautiful Dreamer               | 15. Sep. 2013        | 10. Juni 2014                         | Kari Skogland    | Thomas Kelly                                                          | —               |
| 23         | 13        | Der Ort, der mein Zuhause war                  | The Place I Called My Home      | 23. Sep. 2013        | 17. Juni 2014                         | Larysa Kondracki | Will Rokos                                                            | —               |